# Kamala Khan
Kamala Khan è un personaggio dei fumetti statunitensi pubblicati da Marvel Comics creato dagli editori Sana Amanat e Stephen Wacker, dalla scrittrice G. Willow Wilson e dai disegnatori Adrian Alphona e Jamie McKelvie e pubblicato per la prima volta sul n. 14 della testata Capitan Marvel (vol. 7) nell'agosto del 2013 prima di essere protagonista di una propria testata, Ms. Marvel, iniziata nel febbraio del 2014. Khan è la prima supereroina musulmana della Marvel ad avere una propria testata.
Nell'Universo Marvel, Kamala è una ragazza americo-pakistana da Jersey City, New Jersey con la capacità di modellare il proprio corpo che scopre di avere il gene inumano al termine del fumetto Inhumanity e assume l'identità di Ms. Marvel succedendo al suo idolo, Carol Danvers, dopo che quest'ultima è diventata Capitan Marvel. L'annuncio della Marvel che un personaggio musulmano sarebbe stato il protagonista di una propria testata ha attirato una grande attenzione e il primo volume di Ms. Marvel ha ottenuto il Premio Hugo per il miglior racconto grafico nel 2015.
Iman Vellani interpreta il personaggio nella miniserie Ms. Marvel (2022) e riprende il ruolo nel film The Marvels (2023). Dal 2016 al 2019, il personaggio è doppiato in lingua originale da Kathreen Khavari in diverse serie animate come Avengers Assemble, Marvel Rising e Spider-Man, mentre è doppiata in lingua originale da Sandra Saad nel videogioco Marvel's Avengers (2020) e nella serie animata Spidey e i suoi fantastici amici (2021).

## Creazione

### Origini creative
Nel novembre 2013, la Marvel Comics ha annunciato che Kamala Khan, un'adolescente musulmana americana di Jersey City, nel New Jersey, sarebbe stata la protagonista della serie fumettistica Ms. Marvel a partire da febbraio 2014. La serie, scritta da G. Willow Wilson e disegnata da Adrian Alphona, ha segnato la prima volta che un personaggio musulmano ha intitolato una testata alla Marvel Comics, nonostante Noelene Clark del Los Angeles Times ha notato che Khan non è il primo personaggio musulmano nei fumetti, che includono Simon Baz , Dust e M. Il concepimento di Kamala Khan è nato durante una conversazione tra gli editori Marvel Sana Amanat e Stephen Wacker; Amanat raccontò a Wacker alcuni aneddoti divertenti sulla sua infanzia come musulmana americana e la coppia successivamente parlò a Wilson di tale concetto. Secondo Amanat, la serie è nata dal desiderio di esplorare la diaspora musulmano-americana da una prospettiva autentica.
L'artista Jamie McKelvie ha basato il design dei costumi di Khan sulla sua riprogettazione di Carol Danvers nei panni di Capitan Marvel e sul design di Dave Cockrum dell'originale Ms. Marvel. Amanat ha chiesto che il design "riflettesse l'eredità di Captain Marvel, e anche la sua storia e il suo background". Amanat ha affermato che il costume di Khan è stato influenzato dallo salwar kamiz; volevano che il costume rappresentasse l’identità culturale del personaggio, ma non che indossasse un hijab, perché la maggior parte delle ragazze americane pachistane non ne indossa uno. Amanat ha anche affermato di volere che il personaggio sembrasse "meno simile a una sirena sexy" per fare appello a un pubblico femminile più esplicito.
La Marvel sapeva che volevano una giovane ragazza musulmana, ma ha dichiarato che poteva provenire da qualsiasi luogo di origine e avere qualsiasi retroscena. Wilson inizialmente ha pensato di farla diventare una ragazza araba di Dearborn, nel Michigan, ma alla fine ha scelto di creare una ragazza pakistana di Jersey City. Tale città si trova dall'altra parte del fiume Hudson rispetto a Manhattan, ed è stata definita il "sesto distretto " di New York. Costituisce quindi una parte importante dell'identità di Khan e del viaggio narrativo del suo personaggio poiché la maggior parte delle storie della Marvel Comics sono ambientate a Manhattan. Wilson ha spiegato che un aspetto importante di Ms. Marvel è il suo essere “un eroe di seconda categoria” nella “città di seconda categoria” e che deve lottare contro il pathos e le emozioni che possono dare a una persona.
La serie non esplora solo gli scontri di Khan con i supercriminali, ma anche i conflitti con la propria casa e i doveri religiosi. Wilson, una convertita all'Islam, ha detto: "Questa non è evangelizzazione. Era davvero importante per me ritrarre Kamala come qualcuno che sta lottando con la sua fede". Wilson ha continuato: "Suo fratello è estremamente conservatore, sua madre è paranoica all'idea che toccherà un ragazzo e rimarrà incinta, e suo padre vuole che si concentri sui suoi studi e diventi un medico". Amanat ha aggiunto che, per quanto l’Islam sia una parte essenziale dell’identità di Kamala, il fumetto a lei dedicato non predica la religione o la fede islamica in particolare, ma piuttosto riguarda la lotta che una persona ingaggia contro le etichette che le vengono imposte e come questo le porti a formarsi; tale scontro accomunerebbe tutte le persone presentandosi in varie forme, e non riguarda solo Kamala in quanto musulmana: la sua religione è solo un aspetto dei tanti modi in cui si definisce.

### Poteri e abilità
Kamala sviluppa i suoi superpoteri seguendo la trama di Infinity, durante la quale sulla Terra vengono rilasciate le Nebbie Terrigene che attivano in numerose persone abilità inumane. A Khan succede una notte, quando decide di ribellarsi alle imposizioni dei genitori uscendo di casa di nascosto per partecipare a una festa liceale. Nel 2022, Amanat ha rivelato che, mentre lei e Wilson stavano creando il personaggio, originariamente Kamala sarebbe dovuta essere una mutante, per poi decidere di renderla un’inumana. Screen Rant ha evidenziato che Khan è classificata come “polimorfa” e che le sue mosse sono fondamentalmente una fusione tra quelle di Ant-Man e Mister Fantastic. Secondo l’accademica Sarah Gibbons, i poteri di trasformazione del corpo di Kamala riflettono la flessibilità richiesta dai personaggi che vivono nella sua città natale di Jersey City e che i suoi inusuali poteri polimorfi trasmettono un messaggio non conforme in termini delle attuali ideologie neoliberiste.
Il potere più noto di Khan è l'allungamento, che le consente di estendere gli arti, il busto o il collo di parecchi metri. I suoi altri poteri includono la capacità di alterare le sue dimensioni, rimpicciolendosi e ingrandendosi; quando si ingrandisce aumenta la sua forza e riesce a sollevare fino a 75 tonnellate. Kamala può usare la sua capacità per rendere il suo corpo sottile come carta. È in grado di guarire da ferite anche piuttosto serie (come inferte da un proiettile) ma solo quando non utilizza la sua abilità di polimorfa; inoltre, tale potere la rende molto affaticata. Seppur raramente, può trasformarsi in altre persone o oggetti inanimati.
Nel Marvel Cinematic Universe, i poteri di Kamala sono reinterpretati: la ragazza li attiva dopo aver indossato un antico bracciale appartenente alla sua famiglia e in un secondo momento si scopre che tale accessorio ha sbloccato dentro di lei un gene mutante, rendendola di fatto una mutante piuttosto che un’inumana. In questa versione, Kamala riesce a creare e manipolare una sorta di costrutto cristallizzato viola grazie alla quale può anche creare una sorta di protezione intorno al suo corpo in grado di espandersi. Secondo Wilson, tale modifica è stata apportata in quanto i poteri fumettistici del personaggio sono stati ritenuti poco funzionali in live-action, con potenziali risultati “inquietanti”.

## Cronologia delle pubblicazioni

### Volume 1 (2013 – 2015)
Kamala Khan è la figlia di Yusuf Khan e Muneeba Khan e sorella minore di Aamir. Fa una prima, breve apparizione in Captain Marvel n. 14: è una spettatrice che rimane colpita nel vedere la supereroe Capitan Marvel proteggere i civili dal criminale Yon-Rogg. La ragazza è uno dei tanti personaggi che scoprono di avere un’eredità inumana in seguito alla diffusione delle Nebbie Terrigene in tutto il mondo, le quali attivano le cellule inumane dormienti. Dal momento che Kamala idolatra Carol Danvers, quando acquisisce superpoteri polimorfi decide di assumere l’alias di Ms. Marvel (utilizzato da Danvers prima di assumere l’identità di Capitan Marvel) per emulare la sua eroina. Secondo l’autrice Wilson, la Danvers rappresenta un ideale bramato da Kamala, essendo “forte, bella e priva del peso di essere pachistana e ‘diversa’ ”.
Nel suo primo arco narrativo, Kamala affronta il criminale Mr. Edison / Inventore, un clone di Thomas Edison contaminato dal DNA dell’animale domestico del signor Knox, dall’aspetto di un pappagallo antropomorfo. L’Inventore è stato utilizzato come primo avversario di Khan per rispecchiare la complessità del personaggio e bilanciare il dramma delle minacce affrontate da Kamala con l’umorismo delle gag ironiche dello stile artistico di Adrian Alphona, il quale ha caratterizzato l’Inventore e l’aspetto visivo generale dell’arco narrativo iniziale con uno stile stravagante paragonabile a quello di Hayao Miyazaki. Nel corso della storia, Khan si allea con l’X-Men Wolverine, il quale sta facendo i conti con la perdita del suo potere di guarigione accelerata; ciò porta Khan a doversi assumere gran parte della responsabilità di coppia, invertendo le aspettative dei lettori sulle dinamiche di tale squadra.
A partire da The Amazing Spider-Man n. 7 (nell’ottobre 2014), Kamala ha iniziato a collaborare con Spider-Man durante la trama del Ragnoverso; lo scrittore Dan Slott ha definito Khan il personaggio più vicino al classico Peter Parker, in quanto anche lei è una studentessa adolescente che cerca di destreggiarsi tra la sua vita normale e quella supereroistica, commettendo errori e impegnandosi per maturare e migliorarsi.
A partire dal giugno 2015, Ms. Marvel è stata inclusa nell’evento crossover di Secret Wars. Nella trama Last days, ambientata durante la fine dell’Universo Marvel, Kamala deve affrontare la fine di tutto quello che conosce mentre cerca di combattere un avversario molto personale.

### Volume 2 (2015 – 2018)
Nel marzo 2015, la Marvel ha annunciato che Kamala si sarebbe unita agli Avengers in All-New All-Different Avengers, ambientato dopo gli avvenimenti di Secret Wars; anche un secondo volume di Ms. Marvel ha debuttato dopo Secret Wars. In tali storie si vede Kamala maggiormente a suo agio nei panni di Ms. Marvel, costretta ad affrontare delle minacce più grandi.
Nel marzo 2016, è stato annunciato che Ms. Marvel si sarebbe collegata alla trama di Civil War 2 e sarebbe stata incentrata sulla scoperta di sé e sull’identità. Ciò ha comportato una spaccatura tra Kamala e il suo idolo, Carol Danvers, in quanto è contraria alla sua decisione di imprigionare delle persone secondo un concetto di “giustizia predittiva”, ovvero in base a dei crimini che potrebbero commettere in futuro. La decisione di Kamala porta Danvers a escluderla dalla squadra e i suoi amici ad abbandonarla; pertanto la ragazza, distrutta e privata della speranza, intraprende un viaggio in Pakistan per riscoprire se stessa. Kamala si rende conto che il viaggio di per sé non può aiutarla, in quanto solo lei può risolvere i suoi problemi. In questo arco narrativo la ragazza incontra Kareem, un caro amico di famiglia, e un giovane eroe pakistano di nome Red Dagger, il quale in realtà è lo stesso Kareem. Entrambi i ragazzi non conoscono le rispettive identità segrete supereroistiche.
Nel luglio 2016, la Marvel ha annunciato che Kamala si sarebbe unita ai Champions, una squadra di supereroi adolescenti separatosi dagli Avengers dopo la conclusione della seconda guerra civile. Oltre a Khan, la squadra è composta da Spider-Man (Miles Morales), Nova (Sam Alexander), Hulk (Amadeus Cho), Viv Vision e una versione adolescente di Ciclope. 
Nell’agosto 2016, Kamala è apparsa in Moon Girl and Devil Dinosaur n. 10 dove fa da mentore alla giovane supereroe Moon Girl (alias di Lunella Lafayette), anche lei un’inumana che ha acquisito improvvisamente superpoteri; Kamala vede sé stessa nella nuova allieva e, insegnandole, impara molto su di sé.
Nel novembre 2017, Kamala si è unita a una nuova formazione dei Secret Warriors composta da “inumani un poco al di fuori della tradizionale cultura inumana”, come Quake, Karnak, Moon Girl e Devil Dinosaur, creata sulla scia di Inumani vs X-Men. Il gruppo si trova ad affrontare diversi attriti tra i suoi stessi membri, come Kamala e Quake.
Khan è apparsa in una testata della serie antologica limitata Generations, che esplora il rapporto mentore-allievo di vari personaggi Marvel; Kamala fa squadra con Carol Danvers e impara ad accettare le loro divergenze e i difetti dell’eroe che ha sempre idolatrato.
Da aprile ad agosto 2017, la serie Champions è stata coinvolta nella trama di Secret Empire; in essa, Kamala e i suoi compagni riescono a sopravvivere al Weirdworld. Nel frattempo, nella testata di Ms. Marvel, Khan approfondisce il suo rapporto con Kareem / Red Dagger, il quale diventa il suo primo ragazzo, ed entrambi scoprono l’identità segreta l’uno dell’altra.

#### RilancioMarvel Legacy
Nel dicembre 2017, Ms. Marvel ha iniziato l’arco narrativo di Teenage Wasteland come parte del rilancio di Marvel Legacy. La storia continua da Civil War 2, riprendendo il tema dell’eredità di Danvers che Kamala sente di portare sulle spalle. 
Nel gennaio 2018, Secret Warriors è stato cancellato dopo dodici numeri. Kamala ha continuato a guidare il gruppo dei Champions fino alla cancellazione della testata nell’ottobre 2019.
Nel giugno 2018 è stato rilasciato Ms. Marvel n. 31, il 50° numero di Ms. Marvel con Kamala protagonista.

### The Magnificent Ms. Marvel(2019-2021)
A partire da marzo 2019, Kamala è diventata la protagonista di una nuova serie intitolata The Magnificent Ms. Marvel, scritta da Saladin Ahmed e illustrata da Minkyu Jung; Ahmed ha affermato che la serie avrebbe avuto una portata molto più ampia, pur mantenendo il tono “intimo” amato dai lettori.
Da aprile a settembre 2019, Kamala è stata la protagonista del rilancio Marvel Team-Up, cancellata dopo il sesto numero; i primi tre numeri erano incentrati su Ms. Marvel e Spider-Man, mentre gli ultimi su Ms. Marvel e Capitan Marvel. 
Il 7 settembre 2021 è stata pubblicata una graphic novel originale rivolta a lettori più giovani intitolata Ms. Marvel: Stretched Thin, scritta dall’autrice Nadia Shammas e illustrata da Nabi H. Ali. 
Nell’ottobre 2020, Kamala è stata al centro della one-shot Outlawed n. 1, la quale ha dato il via alla trama di Outlawed sia nella serie The Magnificent Ms. Marvel sia nella serie Champions. Nella storia, i Champions si occupano di proteggere un giovane attivista ambientale in quanto preso di mira dalla Roxxon Company. Durante uno scontro tra i Champions e la Roxxon, il conflitto va fuori controllo portando al crollo di un liceo e Kamala, pur salvando l’attivista, resta gravemente ferita e non indossa il suo costume. Ciò porta il governo ad approvare un atto speciale che vieta ai minori di ventun anni di praticare attività supereroistiche. Tale legge viene ribattezzata “legge di Kamala”, sebbene l’identità segreta della ragazza rimanga intatta. 
Champions n. 1 e The Magnificent Ms. Marvel n. 14 riprendono sei mesi dopo e affrontano le conseguenze della “Legge di Kamala”; Ms. Marvel e i Champions rifiutano la legge per continuare le loro attività di supereroi indipendentemente dalla loro età, sebbene alcuni giovani supereroi ritengono giusto lasciare tale lavoro agli adulti. I Champions si assumono le responsabilità delle loro azioni ed espongono le attività illegali della Roxxon, la quale sfrutta il suo contratto governativo per collocare giovani superdotati in brutali campi di rieducazione. Tali eventi, portano la Roxxon a perdere il contratto e il governo a interrompere l’applicazione della “legge di Kamala”.
Dopo l'evento Outlawed, The Magnificent Ms. Marvel ha concluso la sua testata con il n. 18 (il 75° numero dei fumetti di Kamala Khan in Ms. Marvel ), pubblicato nell'aprile 2021. Kamala ha continuato ad apparire nella serie Champions, fino alla sua cancellazione nell'ottobre 2021.

### Serie limitata (2021–2022)

#### Ms Marvel: Beyond the Limit
Kamala è stata la protagonista di una serie limitata chiamata Ms. Marvel: Beyond the Limit, scritta da Samira Ahmed e illustrata da Andrés Genolet. In essa, Kamala viene coinvolta in un’avventura multiversale dopo aver visitato sua cugina Razia, una scienziata specializzata in “teoria multiversale”. Nel fumetto sono presentate diverse varianti di Khan provenienti dal Multiverso.

#### Infinity Comics
Nel maggio 2022, è stato pubblicato il one-shot Ms. Marvel: Bottled Up. Durante una visita al museo di storia naturale, Kamala e la sua amica Nakia si trovano ad affrontare il jinn Mariikh il Distruttore, rilasciato accidentalmente.
Nel giugno 2022 è stata rilasciata una serie antologica intitolata Love Unlimited. Il primo arco narrativo, chiamato Ms. Marvel & Red Dagger, è incentrata sul legame tra i due giovani eroi.

### Ms. Marvel e Wolverine
Nell’aprile 2022, è stata annunciata una serie di one-shot che vede Ms. Marvel allearsi con Wolverine, Moon Knight e Venom. L’uscita è prevista per luglio 2022, dopo il debutto dal vivo del personaggio nella serie Disney+ Ms. Marvel.

## Altri media

### Cinema

#### Marvel Cinematic Universe

Kamala Khan interpretata da Iman Vellani nella miniserie televisiva Ms. Marvel (2022)

Kamala Khan è una delle protagoniste della "Saga del multiverso", interpretata da Iman Vellani e doppiata da Sara Labidi. La sua rappresentazione è fedele ai fumetti; tuttavia, invece di essere un'inumana, la ragazza è una mutante, il cui gene è stato attivato da un bracciale magico di proprietà della sua famiglia. Inoltre, i suoi poteri non sono da polimorfa, ma le permettono di realizzare un costrutto cristallino viola che può usare per camminare per aria, coprire il proprio corpo per proteggersi e allungare le braccia o scagliarne pezzi contro gli avversari. Il suo alias supereroistico Ms. Marvel non deriva dal titolo posseduto in precedenza da Carol Danvers, ma dal significato inglese del suo nome, ovvero "meraviglia" ("Marvel").
- Kamala Khan compare nel film The Marvels (2023), di cui è una delle tre protagoniste insieme a Carol Danvers e Monica Rambeau.

#### Animazione
- Kamala Khan compare nel film d'animazione Marvel Rising - Secret Warriors (2018).

### Televisione
- Kamala Khan compare nella serie animata Avengers Assemble.
- Kamala Khan compare nell'anime Future Avengers.
- Kamala Khan compare nella serie animata Marvel Super Hero Adventures.
- Kamala Khan compare nella serie animata Spider-Man.
- Kamala Khan compare nella serie animata Marvel Rising - Initation.
- Kamala Khan compare nella serie animata Spidey e i suoi fantastici amici.

#### Marvel Cinematic Universe
Kamala Khan è una delle protagoniste della "Saga del multiverso", interpretata da Iman Vellani e doppiata da Sara Labidi. La sua rappresentazione è fedele ai fumetti; tuttavia, invece di essere un'inumana, la ragazza è una mutante, il cui gene è stato attivato da un bracciale magico di proprietà della sua famiglia. Inoltre, i suoi poteri non sono da polimorfa, ma le permettono di realizzare un costrutto cristallino viola che può usare per camminare per aria, coprire il proprio corpo per proteggersi e allungare le braccia o scagliarne pezzi contro gli avversari. Il suo alias supereroistico Ms. Marvel non deriva dal titolo posseduto in precedenza da Carol Danvers, ma dal significato inglese del suo nome, ovvero "meraviglia" ("Marvel").
- Kamala Khan appare come protagonista nella miniserie televisiva Ms. Marvel (2022); in essa vengono presentati i suoi rapporti con la famiglia, gli amici e la sua cultura pakistana, oltre che le origini della sua carriera da supereroina e i primi avversari.
- Kamala Khan riapparirà nella quinta serie animata dell'MCU Marvel Zombies (2025).

### Videogiochi
- Kamala Khan è un personaggio giocabile in Marvel Puzzle Quest.
- Kamala Khan è un personaggio giocabile in LEGO Marvel's Avengers.
- Kamala Khan è un personaggio giocabile in Marvel Avengers Academy.
- Kamala Khan è un personaggio giocabile in Marvel Future Fight.
- Kamala Khan è un personaggio giocabile in Marvel: Sfida dei campioni.
- Kamala Khan è un personaggio giocabile in Marvel Heroes.
- Kamala Khan è un personaggio giocabile in LEGO Marvel Super Heroes 2.
- Kamala Khan è un personaggio giocabile in Marvel Strike Force.
- Kamala Khan compare in Zen Pinball 2.
- Kamala Khan compare in Marvel: La Grande Alleanza 3: L'Ordine Nero.
- Kamala Khan è un personaggio giocabile in Marvel's Avengers.